# Meniscomorpha yoventa
Meniscomorpha yoventa är en stekelart som beskrevs av Ugalde och Ian D. Gauld 2002. Meniscomorpha yoventa ingår i släktet Meniscomorpha och familjen brokparasitsteklar. Inga underarter finns listade i Catalogue of Life.